# Рационирование

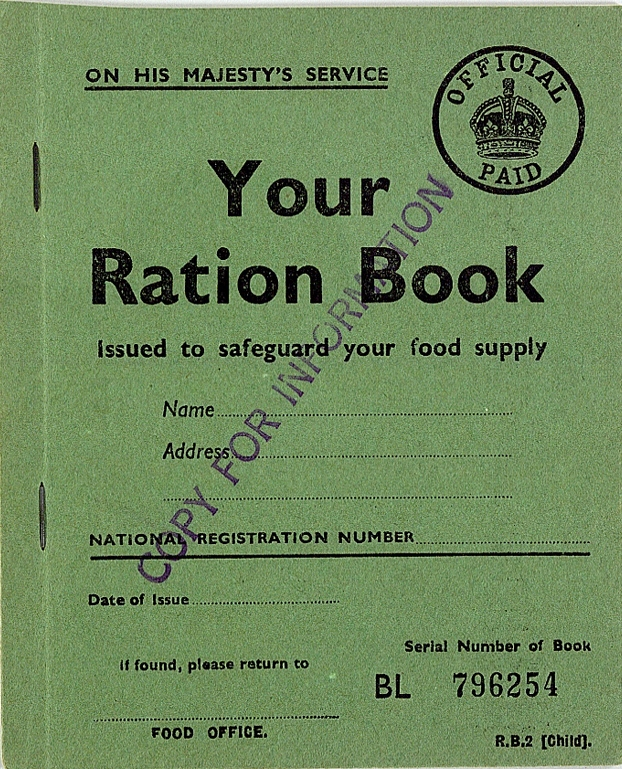
Продуктовые талоны на ребёнка, Британия времён ВМВ

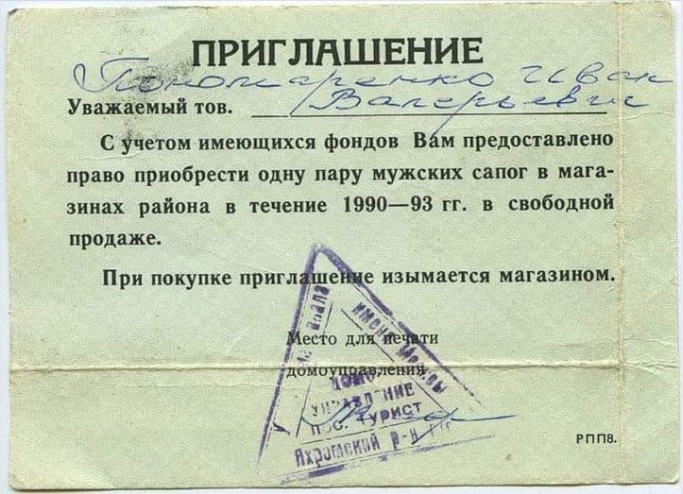
Ваучер на покупку одной пары мужской обуви, действителен с 1990-93 гг.

Рациони́рование (также нормирование, фондирование, распределение) в экономике — это административно-командная мера регулирования товарного оборота, распределение товаров административными, а не ценовыми методами. Во многих странах рационирование вводилось тогда, когда рыночный механизм не работает, например, во время войн. Целью рационирования потребительских товаров может быть гарантированное обеспечение минимального уровня потребления, предотвращение голода, и одновременно с этим — ограничение потребительского спроса в условиях общей нехватки ресурсов.
Нормирование дефицитных товаров может рассматриваться как мера соблюдения справедливости. Однако нормирование товаров, особенно при установлении твердой цены приводит к неэффективному потреблению, массовому созданию запасов товара, что стимулирует потребление, делая нехватку товаров ещё более острой. Сопутствует нормированию и спекуляция товарами, порождающая черный рынок.
Фондирование в рамках плановой экономики представляет собой не временную, а постоянную форму централизованного распределения фондов на особо важную продукцию, как на товары народного потребления, так и на средства производства. В СССР существовала специальная категория фондируемой продукции (номенклатура государственного плана материально-технического снабжения), куда относилась продукция, материальные балансы и планы распределения которой по фондодержателям разрабатывались Госпланом СССР и утверждались Советом Министров СССР.